# Детский час (фильм)
«Детский час» (англ. The Children's Hour) — американская драма 1961 года режиссёра и продюсера Уильяма Уайлера по сценарию Джона Майкла Хейса, основанная на одноимённой пьесе 1934 года Лилиан Хеллман. В отличие от фильма «Эти трое» (1936), также снятого Уайлером и тоже основанного на пьесе, данная лента значительно ближе к литературному первоисточнику. Считается одним из первых фильмов Голливуда, открыто обращающихся к гомосексуальности. Последний чёрно-белый фильм в карьере Одри Хепбёрн.
Сам сюжет пьесы был основан на реальном случае 1810 года, когда ученица пансиона в Эдинбурге Джейн Камминг обвинила тамошних двух директрис, Джейн Пири и Марианну Вудс, в лесбийских отношениях, рассказав обо всём своей бабушке Хелен Камминг Гордон. В отличие от пьесы, Пири и Вудс, подав иск за клевету, выиграли дело — Гордон, по решению суда, была обязана выплатить им компенсацию, но отказалась это сделать, после чего дело было обжаловано в Палате лордов, которая в конечном итоге отклонила апелляцию. Вудс перебралась в Лондон, а Пири осталась в Эдинбурге, но их жизни в итоге были разрушены.

## Сюжет
Подруги по колледжу Марта Доби (Ширли Маклейн) и Карен Райт (Одри Хепбёрн) открывают частную школу для девочек в Новой Англии. С ними живёт и работает тётя Марты — Лили (Мириам Хопкинс), актриса в годах, которая ведёт уроки дикции. Карен уже два года обручена с Джо Кардином (Джеймс Гарнер), работающим в этом же городе доктором. Марта относится к Джо с неприязнью, и тётя обвиняет её в эгоизме и желании присвоить Карен только себе.
Одна из учениц школы — Мэри Тилфорд (Карен Балкин), мстительная и коварная натура. Озлобившись на Карен, которая уличила её во лжи и наказала, Мэри жалуется своей бабушке, Амелии Тилфорд (Фэй Бейнтер), что будто бы учительницы состоят в любовной связи. Случайные слова Лили, которая в очередной раз поссорилась с Мартой, добавляют масла в огонь, и перепуганная миссис Тилфорд забирает внучку из школы, чему та очень рада.
Миссис Тилфорд предупреждает всех родителей — и вскоре школа пустеет, всех детей оттуда забирают. Не понимая, что происходит, Марта и Карен приходят к миссис Тилфорд. Здесь они узнают, что причиной всему — Мэри. Они пытаются разоблачить её ложь, но хитрой Мэри удается выкрутиться. Компаньонки подают в суд, обвиняя миссис Тилфорд в клевете, но проигрывают дело.
Разразившийся скандал затрагивает и Джо. Его увольняют с работы, но он не желает отрекаться от Карен и Марты, предлагает им уехать всем вместе из города и начать жизнь заново. Но Карен мучается от неясных сомнений, она хочет разорвать отношения с Джо.
В один из вечеров у Карен происходит объяснение с Мартой. Та признаётся ей, что ложь Мэри, будучи на самом деле ложью, открыла ей правду: она на самом деле любит Карен. Это открытие повергает её в бездну отчаяния. Считая себя порочной и грязной, причиной всего, что случилось с ними, Марта думает, что погубила Карен.
В это время выясняется правда. Миссис Тилфорд узнаёт, что её внучка солгала. Она поражена, с ней едва не происходит приступ. Она приходит к подругам и просит простить её, обещая, что приговор суда будет отменён и репутация учительниц будет восстановлена. Карен и Марта отклоняют её просьбу взять деньги как возмещение ущерба. Их поломанных жизней это уже не исправит.
Марта совершает самоубийство, повесившись у себя в комнате. После похорон, на которых присутствует и Джо, и миссис Тилфорд, и другие жители города, Карен уходит одна.

## В ролях
| В ролях        |  | Персонаж       |
| -------------- |  | -------------- |
| Одри Хепбёрн   |  | Карен Райт     |
| Ширли Маклейн  |  | Марта Доби     |
| Джеймс Гарнер  |  | Джо Кардин     |
| Фэй Бейнтер    |  | Амелия Тилфорд |
| Мириам Хопкинс |  | Лили Мортар    |

| В ролях           |  | Персонаж      |
| ----------------- |  | ------------- |
| Вероника Картрайт |  | Розали Велс   |
| Карен Балкин      |  | Мэри Тилфорд  |
| Мими Гибсон       |  | Эвелин        |
| Уильям Мимс       |  | Мистер Бертон |
| Салли Брофи       |  | Мать Розали   |

## Анализ

Карен пытается успокоить Марту после признания той в своей любви

Фильм является одной из первых голливудских картин, затрагивающих вопросы гомосексуальности и получивших одобрение с учётом принятых поправок к кодексу Хейса. Поправки, разрешившие после тридцатилетнего периода запрета отображать в фильмах гомосексуализм, рекомендовали показывать его с «осторожностью, благоразумием и сдержанностью», что на самом деле, по знаменитому высказыванию Вито Руссо, означало трактовать гомосексуальность «как грязный секрет». Именно таким образом и преподносится в фильме влюбленность Марты в Карен. Когда Марта в конечном итоге открывает, что она чувствует «именно это» по отношению к Карен, она характеризует себя как «неправильную», «виновную» и «больную», что приводит в итоге к самоубийству.
Несмотря на то, что современный зритель может найти эту картину устаревшей, она по-прежнему открывает очень много о том, как понималась гомосексуальность в США в начале 1960-х. Прежде всего, женщина, о которой заявлялось, что она лесбиянка, считалась имевшей проблемы со здоровьем (физическим и/или психическим), о которых культурные люди воздерживались говорить. Когда родители начали забирать детей из школы, ни один из них не желал объяснить Марте и Карен, почему они это делают. Когда же один всё-таки объясняет, то это происходит за дверьми, и зритель не слышит, что именно там говорится.
Как указывалось многими критиками, «Детский час» — это фильм скорее о тяжелых последствиях слухов (в данном случае слухов о предполагаемой гомосексуальности), чем о гомосексуальности как таковой. Примечательно также, что картина обращает внимание на то, что возможна жизнь с открытым признанием себя гомосексуалом: Карен говорит Марте, что «жизнь других людей не была этим разрушена», — но Марта не может представить себя одной из таких людей.
В конце фильма Карен не возвращается к Джо, как того требовал бы счастливый конец. После похорон Марты она идет одна. Фильм не даёт ответ, какая у неё ориентация — гомосексуальная, гетеросексуальная или бисексуальная, предполагая, что это неважно. Что действительно важно, это то, что Карен показана женщиной, имеющей самообладание и способность самой решать свою судьбу, той, кто способен (в отличие от Марты) восстать против нетерпимости своего времени.
Однако, несмотря на всё это, Ширли Маклейн в 1995 году в документальном фильме «Целлулоидный шкаф», который рассказывал историю появления гомосексуализма в североамериканском кино, призналась, что на момент съёмок ни актёры, ни съёмочная группа ещё не осознавали весь центральный посыл фильма и поэтому никогда не затрагивали в разговорах тему гомосексуальности. Вероника Картрайт в свою очередь рассказывала, что за неё и других детей, занятых в фильме, больше боялись в плане того, что они могли нахвататься ругательств от всё той же Маклейн.

## Награды и номинации
- 1962 — 5 номинаций на премию «Оскар»: лучшая актриса второго плана (Фэй Бейнтер), лучшая операторская работа в чёрно-белом фильме (Франц Планер), лучшая работа художника-постановщика и декоратора в чёрно-белом фильме (Фернандо Каррере, Эдвард Бойл), лучшие костюмы в чёрно-белом фильме (Дороти Джикинс), лучший звук (Гордон Сойер).
- 1962 — 3 номинации на премию «Золотой глобус»: лучший режиссёр (Уильям Уайлер), лучшая драматическая актриса (Ширли Маклейн), лучшая актриса второго плана (Фэй Бейнтер).
- 1962 — номинация на премию Гильдии режиссёров США за лучшую режиссуру художественного фильма (Уильям Уайлер).
- 1962 — премия Laurel Awards за лучшую женскую драматическую роль (Ширли Маклейн), а также две номинации за лучшую женскую драматическую роль (Одри Хепбёрн) и за лучшую женскую роль второго плана (Фэй Бейнтер).